# Żeltau
Żeltau (Góry Czu-Ilijskie; kaz.: Желтау, Żeltau; ros.: Чу-Илийские горы, Czu-Ilijskije gory) – góry w Tienszanie Północnym, we wschodniej części Kazachstanu, na północny zachód od Ałatau Zailijskiego. Rozciągają się na długości ok. 220 km, najwyższy szczyt osiąga 1294 m n.p.m. Zbudowane z granitów, łupków, wapieni i skał gipsonośnych. Porośnięte roślinnością pustynno-stepową.